# 山下隆一
山下 隆一（やました りゅういち、1964年〈昭和39年〉6月20日 - ）は、日本の経産官僚。

## 来歴
鹿児島県出身。1989年（平成元年）、東京大学法学部を卒業し、同年4月、通商産業省へ入省。
製造産業局鉄鋼課長、経済産業政策局経済産業政策課長、経済産業省大臣官房総務課長、資源エネルギー庁資源・燃料部長などを歴任。途中、産業再生機構などに出向し、原子力損害賠償・廃炉等支援機構連絡調整室長、東京電力ホールディングス取締役などを務めた。
2020年（令和2年）7月20日、産業技術環境局長に就任。国家イノベーション戦略の推進、国家研究開発事業の企画及び実施、気候変動対策を含む工業標準政策や環境政策を統括した。
2021年（令和3年）7月1日、資源エネルギー庁次長兼首席エネルギー・環境・イノベーション政策統括調整官に就任。
2022年（令和4年）7月1日、製造産業局長に就任。
2023年（令和5年）7月4日、経済産業省経済産業政策局長兼首席エネルギー・環境・イノベーション政策統括調整官に就任。
2024年（令和6年）7月1日、中小企業庁長官に就任。